# Danville (Wirginia Zachodnia)
Danville – miasto w Stanach Zjednoczonych, w stanie Wirginia Zachodnia, w hrabstwie Boone.